# Dirka po Italiji 1972
Dirka po Italiji 1972 (italijansko Giro d'Italia 1972) je 55. izvedba dirke po Italiji, tritedenske moške cestne kolesarske etapne dirke. Začela se je 21. maja v Benetkah in končala 11. junija v Milanu. Sodelovalo je 100 kolesarjev iz 10-ih ekip. Rožnato majico je tretjič osvojil Eddy Merckx (Molteni), drugo mesto José Manuel Fuente, tretje pa Francisco Galdós (oba Kas–Kaskol). Vijolično majico je osvojil Roger De Vlaeminck (Dreher), zeleno majico pa José Manuel Fuente (Kas–Kaskol).

## Ekipe
- Dreher
- Ferretti
- Filotex
- G.B.C.–Sony
- Kas–Kaskol
- Molteni
- Salvarani
- Scic
- Van Cauter–Magniflex–de Gribaldy
- Zonca

## Etape
| Etapa | Datum     | Štart/Cilj                              | Razdalja    | Tip         | Tip                  | Zmagovalec                   |             |
| ----- | --------- | --------------------------------------- | ----------- | ----------- | -------------------- | ---------------------------- | ----------- |
| 1     | 21. maj   | Benetke – Ravenna                       | 196 km      |             | ravninska etapa      | Marino Basso (ITA)           |             |
| 2     | 22. maj   | Ravenna – Fermo                         | 212 km      |             | gorska etapa         | Gianni Motta (ITA)           |             |
| 3     | 23. maj   | Porto San Giorgio – Francavilla al Mare | 205 km      |             | ravninska etapa      | Ugo Colombo (ITA)            |             |
| 4a    | 24. maj   | Francavilla al Mare – Blockhaus         | 48 km       |             | gorska etapa         | José Manuel Fuente (ESP)     |             |
| 4b    | 24. maj   | Blockhaus – Foggia                      | 210 km      |             | ravninska etapa      | Wilmo Francioni (ITA)        |             |
| 5     | 25. maj   | Foggia – Montesano sulla Marcellana     | 238 km      |             | gorska etapa         | Fabrizio Fabbri (ITA)        |             |
| 6     | 26. maj   | Montesano sulla Marcellana – Cosenza    | 190 km      |             | gorska etapa         | Roger De Vlaeminck (BEL)     |             |
| 7     | 27. maj   | Cosenza – Catanzaro                     | 151 km      |             | gorska etapa         | Gösta Pettersson (SWE)       |             |
| 8     | 28. maj   | Catanzaro – Reggio Calabria             | 160 km      |             | ravninska etapa      | Attilio Benfatto (ITA)       |             |
| 9     | 29. maj   | Messina – Messina                       | 110 km      |             | ravninska etapa      | Albert Van Vlierberghe (BEL) |             |
|       | 30. maj   | dan počitka                             | dan počitka | dan počitka | dan počitka          | dan počitka                  | dan počitka |
| 10    | 31. maj   | Rim – Monte Argentario                  | 166 km      |             | ravninska etapa      | Italo Zilioli (ITA)          |             |
| 11    | 1. junij  | Monte Argentario – Forte dei Marmi      | 242 km      |             | ravninska etapa      | Miguel María Lasa (ESP)      |             |
| 12a   | 2. junij  | Forte dei Marmi                         | 20 km       |             | posamični kronometer | Eddy Merckx (BEL)            |             |
| 12b   | 2. junij  | Forte dei Marmi                         | 20 km       |             | posamični kronometer | Roger Swerts (BEL)           |             |
| 13    | 3. junij  | Forte dei Marmi – Savona                | 200 km      |             | gorska etapa         | Wilmo Francioni (ITA)        |             |
| 14    | 4. junij  | Savona – Monte Jafferau                 | 256 km      |             | gorska etapa         | Eddy Merckx (BEL)            |             |
|       | 5. junij  | dan počitka                             | dan počitka | dan počitka | dan počitka          | dan počitka                  | dan počitka |
| 15    | 6. junij  | Parabiago – Parabiago                   | 168 km      |             | ravninska etapa      | Roger De Vlaeminck (BEL)     |             |
| 16    | 7. junij  | Parabiago – Livigno                     | 256 km      |             | gorska etapa         | Eddy Merckx (BEL)            |             |
| 17    | 8. junij  | Livigno – Stelvio Pass                  | 88 km       |             | gorska etapa         | José Manuel Fuente (ESP)     |             |
| 18    | 9. junij  | Sulden – Asiago                         | 223 km      |             | gorska etapa         | Roger De Vlaeminck (BEL)     |             |
| 19a   | 10. junij | Asiago – Arco                           | 163 km      |             | gorska etapa         | Roger De Vlaeminck (BEL)     |             |
| 19b   | 10. junij | Arco – Arco                             | 18 km       |             | posamični kronometer | Eddy Merckx (BEL)            |             |
| 20    | 11. junij | Arco – Milano                           | 185 km      |             | ravninska etapa      | Enrico Paolini (ITA)         |             |
|       | Skupaj    | Skupaj                                  | 3725 km     | 3725 km     | 3725 km              | 3725 km                      | 3725 km     |

## Razvrstitev po klasifikacijah
| Etapa  | Zmagovalec             | Rožnata majica ·   | Vijolična majica ·             | Zelena majica ·                   | Ekipno   |
| ------ | ---------------------- | ------------------ | ------------------------------ | --------------------------------- | -------- |
| 1      | Marino Basso           | Marino Basso       | Marino Basso                   | brez                              | ?        |
| 2      | Gianni Motta           | Marino Basso       | Marino Basso                   | Gianni Motta                      | ?        |
| 3      | Ugo Colombo            | Ugo Colombo        | Franco Bitossi                 | Gianni Motta                      | ?        |
| 4a     | José Manuel Fuente     | José Manuel Fuente | Gianni Motta                   | Gianni Motta                      | ?        |
| 4b     | Wilmo Francioni        | José Manuel Fuente | Gianni Motta                   | Gianni Motta                      | ?        |
| 5      | Fabrizio Fabbri        | José Manuel Fuente | Franco Bitossi in Gianni Motta | Gianni Motta                      | ?        |
| 6      | Roger De Vlaeminck     | José Manuel Fuente | Gianni Motta                   | Gianni Motta                      | ?        |
| 7      | Gösta Pettersson       | Eddy Merckx        | Franco Bitossi                 | Eddy Merckx in José Manuel Fuente | ?        |
| 8      | Attilio Benfatto       | Eddy Merckx        | Franco Bitossi                 | Eddy Merckx in José Manuel Fuente | ?        |
| 9      | Albert Van Vlierberghe | Eddy Merckx        | Franco Bitossi                 | Eddy Merckx in José Manuel Fuente | ?        |
| 10     | Italo Zilioli          | Eddy Merckx        | Franco Bitossi                 | Eddy Merckx in José Manuel Fuente | ?        |
| 11     | Miguel María Lasa      | Eddy Merckx        | Franco Bitossi                 | Eddy Merckx in José Manuel Fuente | Ferretti |
| 12a    | Eddy Merckx            | Eddy Merckx        | Franco Bitossi                 | Eddy Merckx in José Manuel Fuente | ?        |
| 12b    | Roger Swerts           | Eddy Merckx        | Eddy Merckx                    | Eddy Merckx in José Manuel Fuente | ?        |
| 13     | Wilmo Francioni        | Eddy Merckx        | Roger De Vlaeminck             | Eddy Merckx in José Manuel Fuente | ?        |
| 14     | Eddy Merckx            | Eddy Merckx        | Eddy Merckx                    | Eddy Merckx                       | Molteni  |
| 15     | Roger De Vlaeminck     | Eddy Merckx        | Roger De Vlaeminck             | Eddy Merckx                       | Molteni  |
| 16     | Eddy Merckx            | Eddy Merckx        | Eddy Merckx                    | José Manuel Fuente                | ?        |
| 17     | José Manuel Fuente     | Eddy Merckx        | Eddy Merckx                    | José Manuel Fuente                | ?        |
| 18     | Roger De Vlaeminck     | Eddy Merckx        | Roger De Vlaeminck             | José Manuel Fuente                | ?        |
| 19a    | Roger De Vlaeminck     | Eddy Merckx        | Roger De Vlaeminck             | José Manuel Fuente                | Molteni  |
| 19b    | Eddy Merckx            | Eddy Merckx        | Roger De Vlaeminck             | José Manuel Fuente                | Molteni  |
| 20     | Enrico Paolini         | Eddy Merckx        | Roger De Vlaeminck             | José Manuel Fuente                | Molteni  |
| Skupaj | Skupaj                 | Eddy Merckx        | Roger De Vlaeminck             | José Manuel Fuente                | Molteni  |

## Končna razvrstitev
| Legenda | Legenda                                    | Legenda | Legenda                         |
| ------- | ------------------------------------------ | ------- | ------------------------------- |
|         | Predstavlja vodilnega v skupnem seštevku   |         | Predstavlja vodilnega po točkah |
|         | Predstavlja vodilnega v gorski razvrstitvi |         |                                 |

### Rožnata majica
| Poz. | Kolesar                    | Ekipa      | Čas         |
| ---- | -------------------------- | ---------- | ----------- |
| 1    | Eddy Merckx (BEL)          | Molteni    | 103h 4' 04" |
| 2    | José Manuel Fuente (ESP)   | Kas–Kaskol | + 5' 30"    |
| 3    | Francisco Galdós (ESP)     | Kas–Kaskol | + 10' 39"   |
| 4    | Vicente López Carril (ESP) | Kas–Kaskol | + 11' 17"   |
| 5    | Wladimiro Panizza (ITA)    | Zonca      | + 13' 00"   |
| 6    | Gösta Pettersson (SWE)     | Ferretti   | + 13' 09"   |
| 7    | Roger De Vlaeminck (BEL)   | Dreher     | + 13' 52"   |
| 8    | Felice Gimondi (ITA)       | Salvarani  | + 14' 05"   |
| 9    | Miguel María Lasa (ESP)    | Kas–Kaskol | + 14' 19"   |
| 10   | Santiago Lazcano (ESP)     | Kas–Kaskol | + 17' 42"   |

### Zelena majica
| Poz. | Kolesar                    | Ekipa       | Točke |
| ---- | -------------------------- | ----------- | ----- |
| 1    | José Manuel Fuente (ESP)   | Kas–Kaskol  | 490   |
| 2    | Pierfranco Vianelli (ITA)  | Dreher      | 350   |
| 3    | Primo Mori (ITA)           | Salvarani   | 260   |
| 4    | Lino Farisato (ITA)        | Ferretti    | 150   |
| 5    | Vicente López Carril (ESP) | Kas–Kaskol  | 100   |
| 6    | Lino Farisato (ITA)        | Ferretti    | 60    |
| 7    | Fabrizio Fabbri (ITA)      | Kas–Kaskol  | 50    |
| 7    | Santiago Lazcano (ESP)     | Kas–Kaskol  | 50    |
| 7    | Silvano Schiavon (ITA)     | G.B.C.–Sony | 50    |

### Vijolična majica
| Poz. | Kolesar                      | Ekipa      | Točke |
| ---- | ---------------------------- | ---------- | ----- |
| 1    | Roger De Vlaeminck (BEL)     | Dreher     | 264   |
| 2    | Eddy Merckx (BEL)            | Molteni    | 244   |
| 3    | Miguel María Lasa (ESP)      | Kas–Kaskol | 182   |
| 4    | Felice Gimondi (ITA)         | Salvarani  | 167   |
| 5    | Ole Ritter (DEN)             | Dreher     | 130   |
| 6    | Roger Swerts (BEL)           | Molteni    | 121   |
| 7    | Michele Dancelli (ITA)       | Ferretti   | 116   |
| 8    | José Manuel Fuente (ESP)     | Kas–Kaskol | 95    |
| 9    | Albert van Vlierberghe (BEL) | Ferretti   | 82    |
| 10   | Gösta Pettersson (SWE)       | Ferretti   | 78    |

### Traguardi tricolori
| Poz. | Kolesar                      | Ekipa     | Točke |
| ---- | ---------------------------- | --------- | ----- |
| 1    | Giancarlo Polidori (ITA)     | Scic      | 220   |
| 2    | Eddy Merckx (BEL)            | Molteni   | 90    |
| 3    | Guerrino Tosello (ITA)       | Salvarani | 40    |
| 3    | Giacinto Santambrogio (ITA)  | Salvarani | 40    |
| 5    | Marcello Bergamo (ITA)       | Filotex   | 60    |
| 6    | Michele Dancelli (ITA)       | Scic      | 50    |
| 7    | Albert van Vlierberghe (BEL) | Ferretti  | 40    |
| 7    | Wladimiro Panizza (ITA)      | Zonca     | 40    |
| 9    | Roger Swerts (BEL)           | Molteni   | 30    |
| 9    | Emilio Casalini (ITA)        | Salvarani | 30    |
| 9    | Mario Anni (ITA)             | Ferretti  | 30    |
| 9    | Wilmo Francioni (ITA)        | Ferretti  | 30    |
| 9    | Joseph Bruyère (BEL)         | Molteni   | 30    |
| 9    | Ugo Colombo (ITA)            | Filotex   | 30    |
| 9    | Fabrizio Fabbri (ITA)        | Magniflex | 30    |

### Ekipna razvrstitev
| Poz. | Ekipa       | Točke |
| ---- | ----------- | ----- |
| 1    | Molteni     | 6120  |
| 2    | Kas–Kaskol  | 4721  |
| 3    | Ferretti    | 3851  |
| 4    | Dreher      | 3202  |
| 5    | Filotex     | 3120  |
| 6    | Salvarani   | 2956  |
| 7    | Scic        | 2464  |
| 8    | G.B.C.–Sony | 1379  |
| 9    | Magniflex   | 1347  |
| 10   | Zonca       | 1139  |